# BRM P126

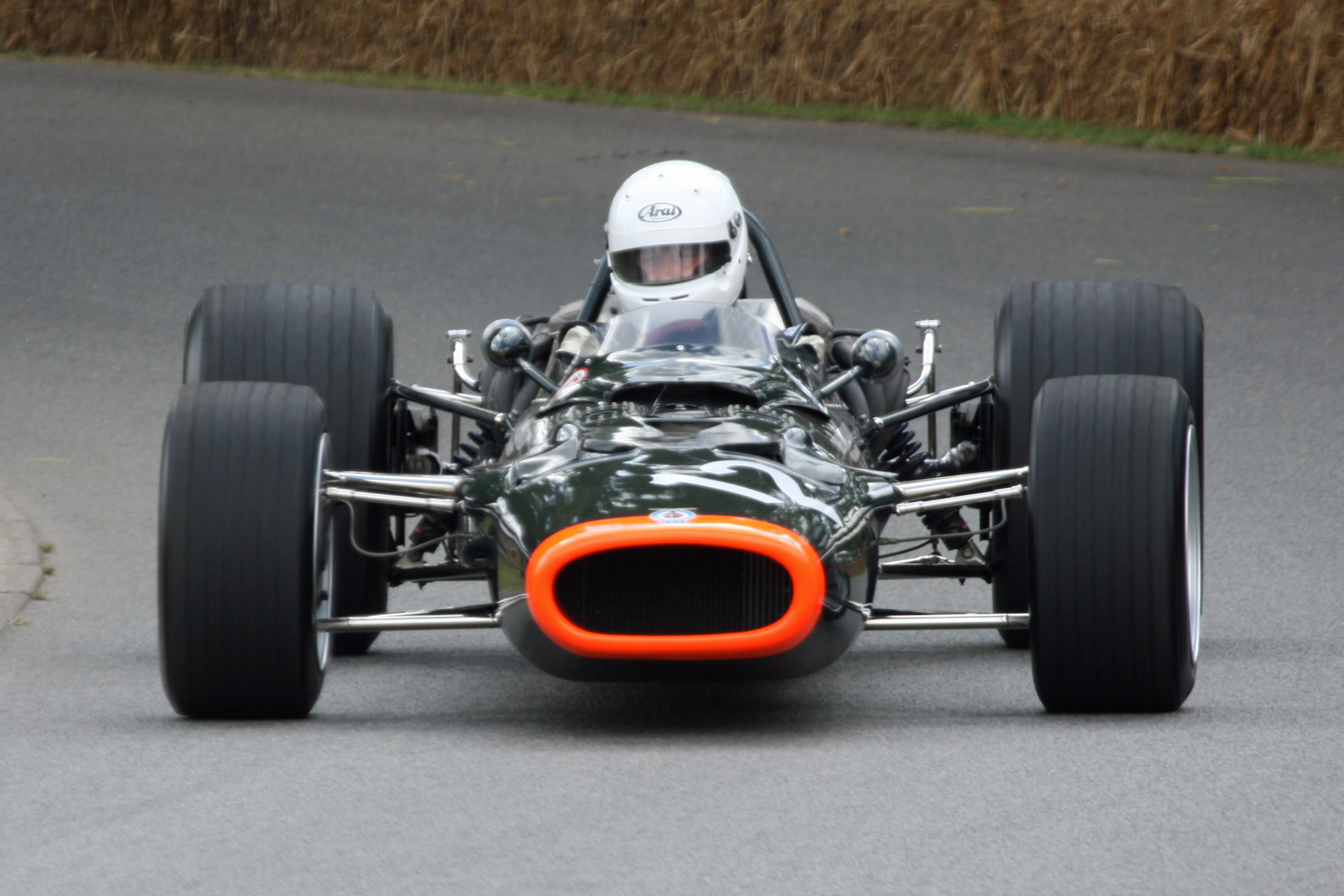
Ein BRM P126 beim Goodwood Festival of Speed 2009

Der BRM P126, auch als B.R.M. P126 bezeichnet, war ein Formel-1-Rennwagen, der in der Weltmeisterschaft der Formel 1 1968 und 1969 eingesetzt wurde.

## Entwicklungsgeschichte und Technik
In den Jahren 1966 und 1967 hatte B.R.M. auf die Motorkonstruktion des H16-16-Zylinder-Motors gesetzt. Nachdem dieser Weg nicht zum gewünschten Erfolg geführt hatte, entstand schon 1967 ein alternatives Aggregat – der BRM P142-3-Liter-V12-Motor –, das im McLaren M5A von Bruce McLaren zum Einsatz kam. Rund um dieses Fahrzeug konstruierte der britische Rennwagenbauer Len Terry einen neuen Monoposto. Terry war nicht bei B.R.M. angestellt, sondern arbeitete als selbständiger Konstrukteur. Somit war der P126 der erste B.R.M.-Rennwagen, den das Team nicht selbst konstruierte.
Terry baute für den 12-Zylinder-Motor einen neuen Gitterrohrrahmen. Der Motor war ursprünglich ein Sportwagen-Triebwerk, das 1967 für den Mirage M2 entworfen worden war. Der Motor hatte zwei Ventile pro Zylinder – im Unterschied zu anderen Motoren in der Formel, die fast alle bereits über vier Ventile pro Zylinder verfügten – und leistete 360 PS. Das Fahrzeug hatte ein Aluminium-Monocoque, ein 5-Gang-Schnellschaltgetriebe von Hewland und wog 540 kg. 3 Wagen wurden gebaut, wobei ein Fahrzeug an Reg Parnell Racing abgegeben wurde.

## Renngeschichte
Sein Renndebüt gab der P126 1968 beim Großen Preis von Südafrika. Am Steuer des Werkswagens saß Pedro Rodríguez. Nach einem zehnten Rang im Training fiel der Mexikaner im Rennen nach 20 Runden wegen einer defekten Benzinzufuhr aus. In Spanien verzichtete das Werksteam auf einen Einsatz des P126 und vertraute auf den parallel entwickelten P133. Piers Courage fiel im Parnell-P126 aus. Erneut war eine defekte Kraftstoffpumpe der Grund für den Ausfall. Beim dritten Saisonrennen, dem Großen Preis von Monaco gab es das erste zählbare Ergebnis. Richard Attwood pilotierte den Werks-P126 an die zweite Stelle der Gesamtwertung und fuhr die schnellste Rennrunde. Es blieb die beste Endplatzierung eines P126 bei einem Weltmeisterschaftslauf.
Weitere Platzierungen in den Punkterängen erreichte Courage in Frankreich (Sechster) und beim Rennen in Deutschland (Vierter).
1969 setzte das Werksteam nur mehr die Typen P133 und P138 ein. Zu Beginn der Saison bestritt Pedro Rodríguez einige Rennen mit dem Reg-Parnell-P126; nennenswerte Ergebnisse konnte er nicht erzielen.